# Kurt Drabek
Kurt Drabek (* 25. März 1912; † 22. März 1995 in Berlin) war ein deutscher Akkordeonspieler, Komponist und Kapellmeister. 1942 arrangierte er die Akkordeon-Bearbeitung von Fred Raymonds Lied Es geht alles vorüber. In der Nachkriegszeit arbeitete er für RIAS. Seine bekannteste Komposition ist das Titellied Kommt ein Wölkchen angeflogen der Westausgabe des Sandmännchens. Insgesamt stammen mehr als 1100 Kompositionen von ihm.